# Prostitución en California

Prostitución en Norteamérica. En gris denota Nevada, único estado de los Estados Unidos donde la prostitución es legal en algunos condados. En el resto de estados, como California, es ilegal.

La prostitución en California es ilegal. Desde 2022, está considerado un delito menor.

## Historia
En noviembre de 2012, siendo gobernador Jerry Brown, el Gobierno de California, aprobó la Proposición 35 a través de una iniciativa electoral, lo que significaba que cualquier persona que fuera un delincuente sexual registrado, incluidos los trabajadores sexuales y aquellos cuyas acciones no se basaron en Internet, debía entregar una lista de todos sus identificadores de Internet y proveedores de servicios a las fuerzas del orden. La ley amplío la definición de trata a cualquiera que se beneficiara económicamente de la prostitución, independientemente de su intención, y las trabajadoras sexuales no sólo se opusieron a una mayor criminalización de su trabajo, sino también a la imagen de víctimas que con esta ley se perpetuaba. La Unión Americana de Libertades Civiles (ACLU) del Norte de California (ACLU-NC) y la Electronic Frontier Foundation (EFF) presentaron una demanda colectiva federal para bloquear la aplicación de las disposiciones inconstitucionales de la Proposición 35 a mediados de 2013 y el Tribunal de Apelaciones del Noveno Circuito de San Francisco escuchó los argumentos orales el 10 de septiembre de dicho año.
Un artículo publicado en los medios de comunicación el 8 de febrero de 2014 proporcionó detalles de una operación policial en la zona del condado de Sonoma y los agentes de policía implicados tuvieron dificultades con el elevadísimo número de respuestas al anuncio falso que publicaron en Internet. Tras varias horas, se detuvo a 10 hombres, y después al exfiscal y candidato a la judicatura John LemMon; las autoridades implicadas declararon que el mercado está desbordado. Al mismo tiempo, la Fiscalía del condado está estableciendo una versión del FOPP para el condado de Sonoma y el programa estará activo a mediados de 2014.
El 11 de febrero de 2014, activistas del sector del sexo protestaron contra una mesa redonda contra la trata de personas celebrada en San Francisco por la organización San Francisco Collaborative Against Human Trafficking, ya que consideran que criminalizará aún más a los adultos de la industria del sexo. Maxine Doogan, organizadora del Sindicato de Proveedores de Servicios Eróticos, declaró: «Su objetivo es hacer desaparecer toda la industria del sexo criminalizando a las personas que participan en ella. Apuntar a nuestros clientes es un enfoque erróneo». Doogan también incluyó en un comunicado de prensa en el que anunciaba la protesta que el término «john» como descriptor de los clientes del trabajo sexual es degradante y deshumaniza a los clientes.

### Impugnación legal
El Proyecto Legal, Educativo y de Investigación de los Proveedores de Servicios Eróticos, en nombre de tres ex profesionales del sexo y un cliente, impugnó ante los tribunales las leyes de prostitución del estado. Alegaron que las leyes de prostitución violan los derechos de las personas a mantener relaciones sexuales consentidas y citaron una sentencia del Tribunal Supremo de 2003 que revocó las leyes contra los actos sexuales homosexuales. En octubre de 2017, el Tribunal de Circuito de Apelaciones de San Francisco admitió a trámite la impugnación. Sin embargo, el Tribunal de Apelaciones de Estados Unidos rechazó la impugnación en enero de 2018 alegando que la prohibición de la prostitución era de interés público.

## Sex Workers Outreach Project (SWOP)
En la zona de la bahía de San Francisco existe una sección del Sex Workers Outreach Project (SWOP), un grupo nacional de defensa y despenalización fundado por y para profesionales del sexo en 2003, cuyos miembros se reúnen mensualmente. La sección representa el espíritu activista y sexualmente positivo que sustenta el movimiento local de trabajadoras del sexo, que también incluye la cooperativa Lusty Lady de East Bay que, mientras estuvo abierta, siguió siendo el único negocio de este tipo en todo el mundo totalmente sindicado y propiedad de los trabajadores. San Francisco es donde se fundó el movimiento estadounidense por los derechos de las trabajadoras del sexo, y ya en 2004 las medidas de despenalización en Berkeley y San Francisco cosechaban apoyos.

## John Schools
En la ciudad de San Francisco, se ha establecido un Programa de Prostitución para Primeros Delincuentes (FOPP, por sus siglas en inglés), también conocido como John School, como programa de derivación judicial para los clientes de la industria del sexo detenidos. El Proyecto SAGE, uno de los fundadores de la iniciativa, define el FOPP como una «estrategia de reducción de la demanda» y explica la filosofía del programa de la siguiente manera:

El FOPP se fundó sobre la teoría de que si los consumidores masculinos comprendieran mejor los riesgos y el impacto de su comportamiento cuando solicitan prostitución, dejarían de hacerlo... Entendiendo que cada persona tiene diferentes motivaciones, desencadenantes y temores que le inspiran a actuar, FOPP utiliza una variedad de perspectivas para que los consumidores estén expuestos a una serie de expertos que abordan el tema desde diferentes ángulos. Los fundadores creían que este enfoque proporcionaría una comprensión holística de la industria del sexo comercial que potenciaría un cambio de comportamiento sostenido para un conjunto diverso de individuos... El modelo FOPP educa a los consumidores sobre los efectos nocivos que sus acciones tienen para ellos mismos, para quienes trabajan en la industria del sexo y para su comunidad.

Una auditoría realizada en 2009 a la primera John School de San Francisco (California) por los analistas presupuestarios de la ciudad reprochó al programa la escasa definición de sus objetivos y la ausencia de un método para determinar su eficacia. A pesar de ser promocionado como un modelo nacional por el que los contribuyentes no pagan nada, la auditoría declaró que el programa no cubrió totalmente sus gastos en cada uno de los 5 años anteriores, lo que se tradujo en un déficit de 270 000 dólares.